# Fort Schortens
Das Fort Schortens war eine Befestigungsanlage zum Schutz des Kriegshafens Wilhelmshaven.

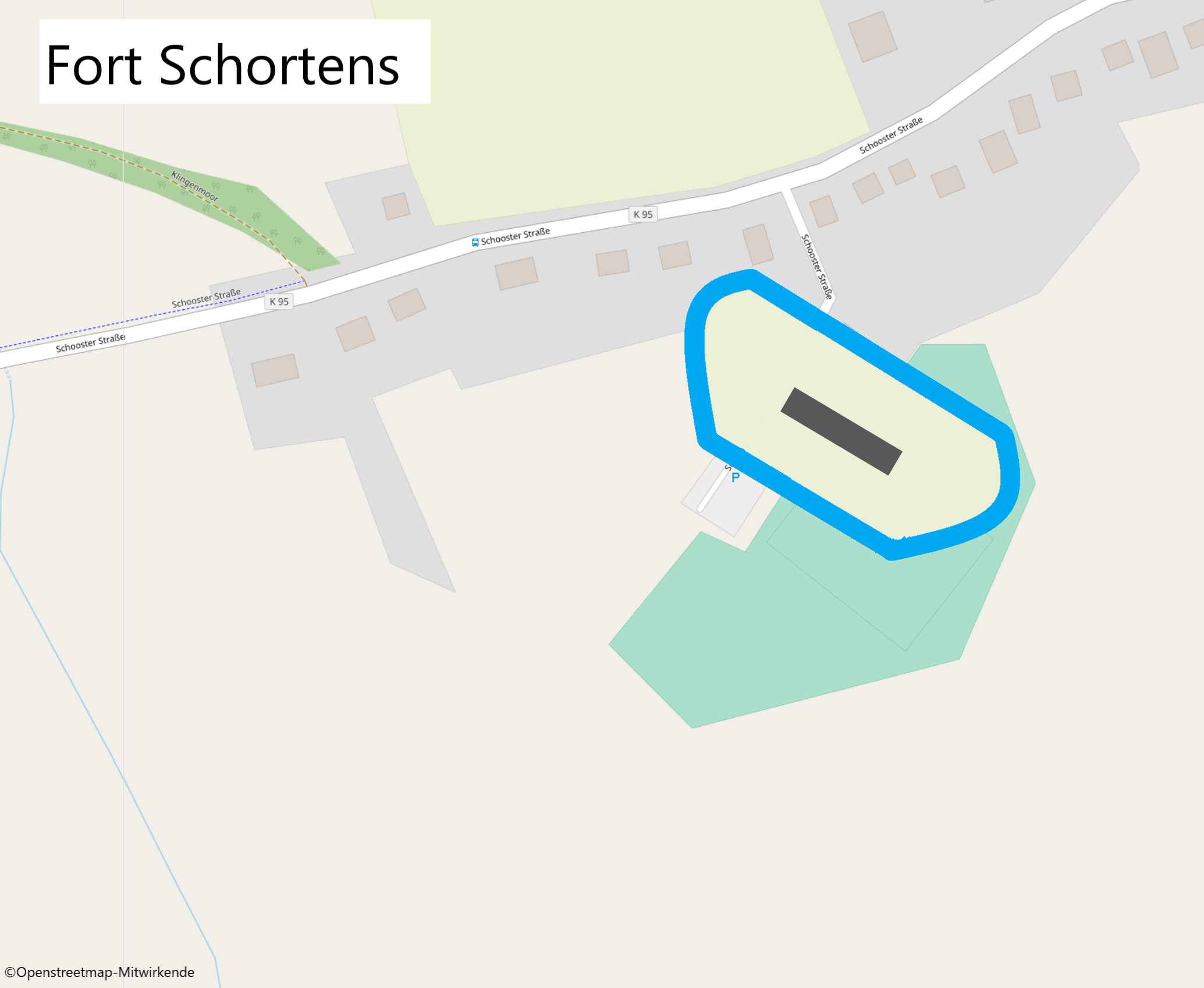
Umriss des Fort Schortens

## Lage und Aufbau

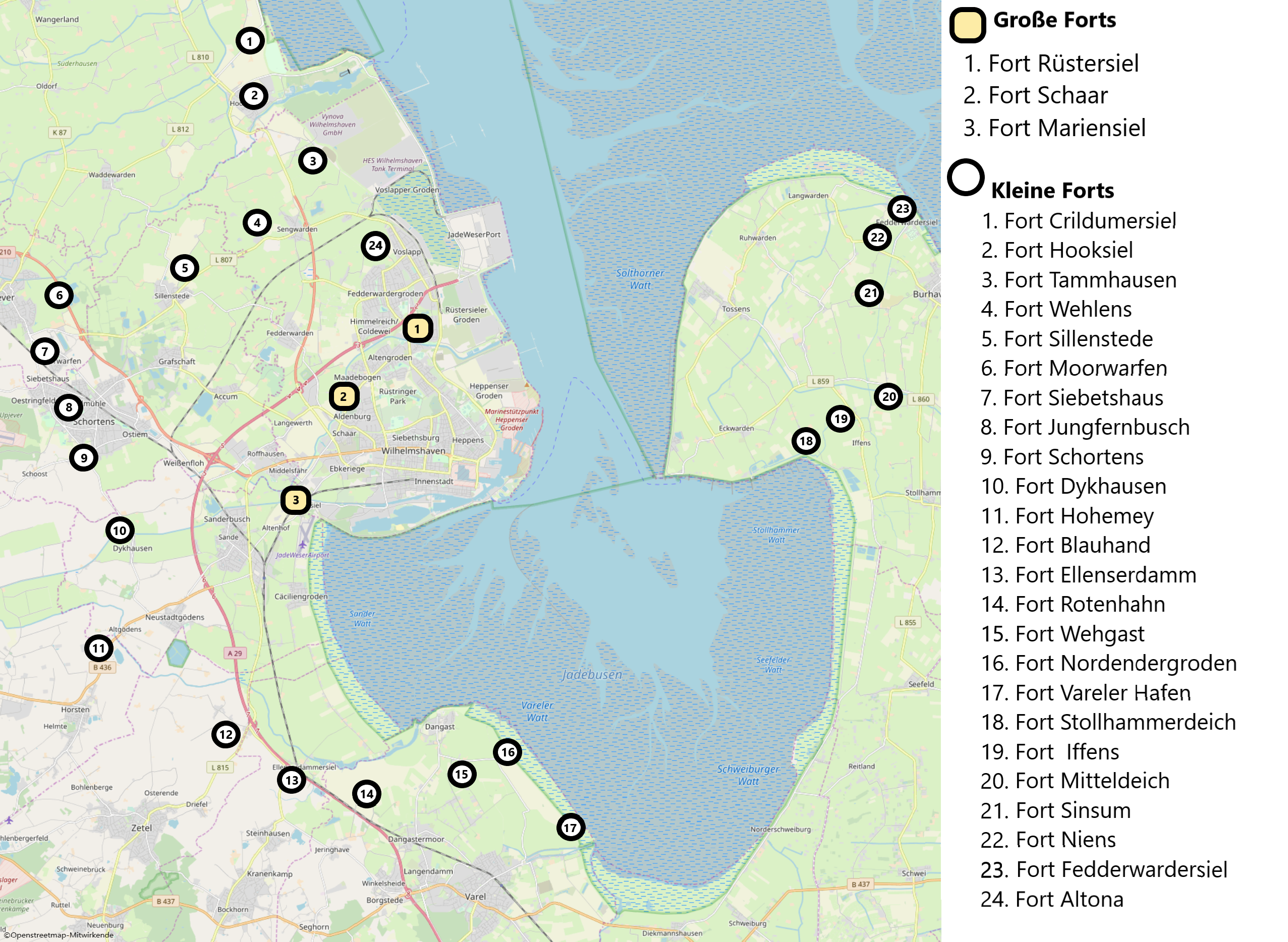
Position der Forts zum Schutz Wilhelmshavens.

Das Fort wurde als geschlossene Lünette errichtet. Die Anlage war für zwei Züge Infanterie (~80 Mann) ausgelegt. Das Fort Schortens befand sich am südwestlichen Rand von Schortens.

## Geschichte
Das Fort Schortens wurde kurz vor dem Ersten Weltkrieg errichtet. Östlich der Anlage lag schon im Ersten Weltkrieg eine Flakbatterie. Während des Zweiten Weltkrieges wurde die Flakbatterie Schortens zunächst mit 8,8-cm-Flakgeschützen im Fort eingerichtet. Größere Geschütze vom Kaliber 10,5-cm wurden später westlich des Forts aufgestellt. Das Infanteriewerk des Forts wurde als Munitionsbunker verwendet.

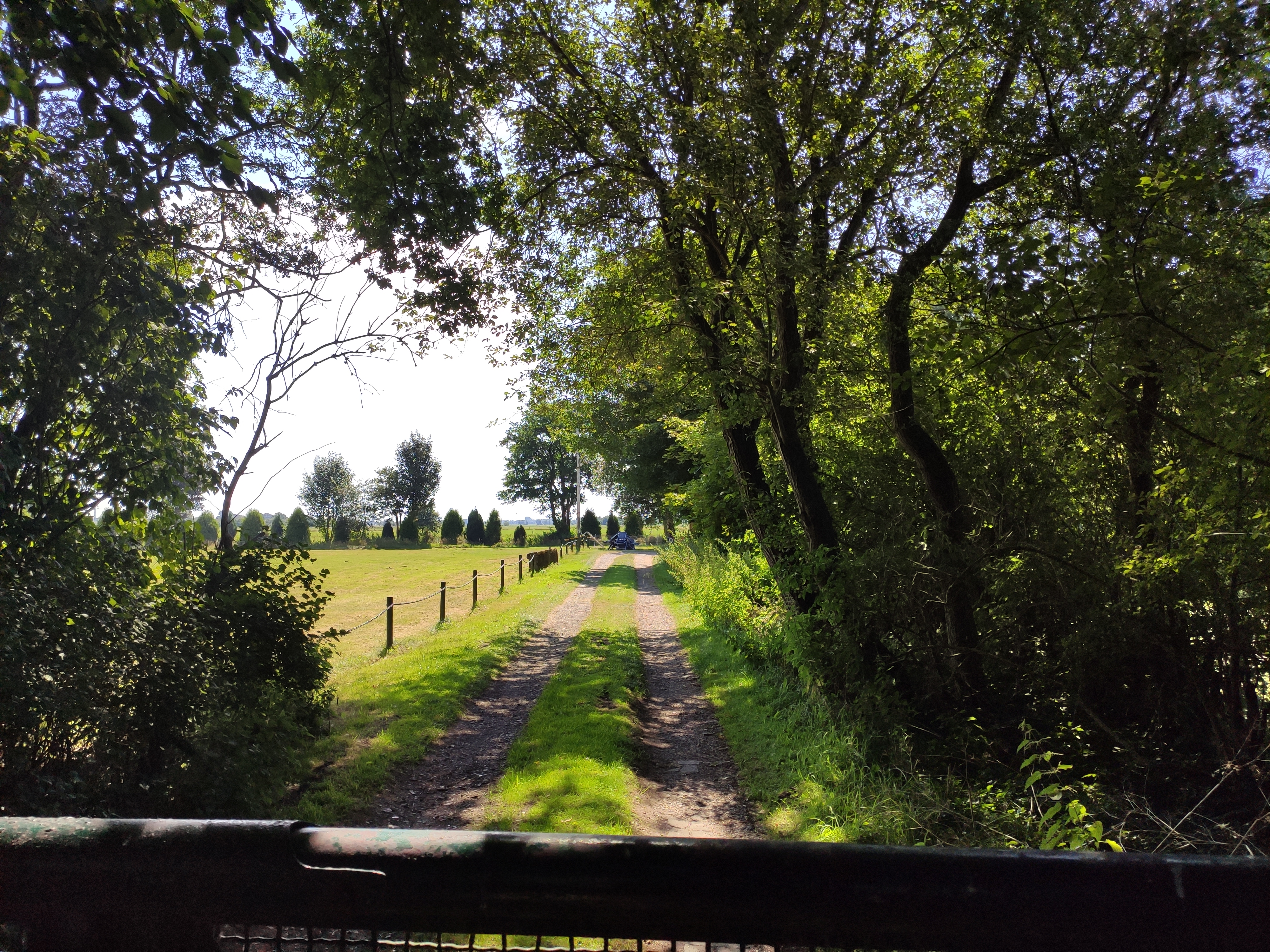
Blick auf den zentralen Teil des ehemaligen Fortgeländes, heute in Privatbesitz.